# Известковые растворы

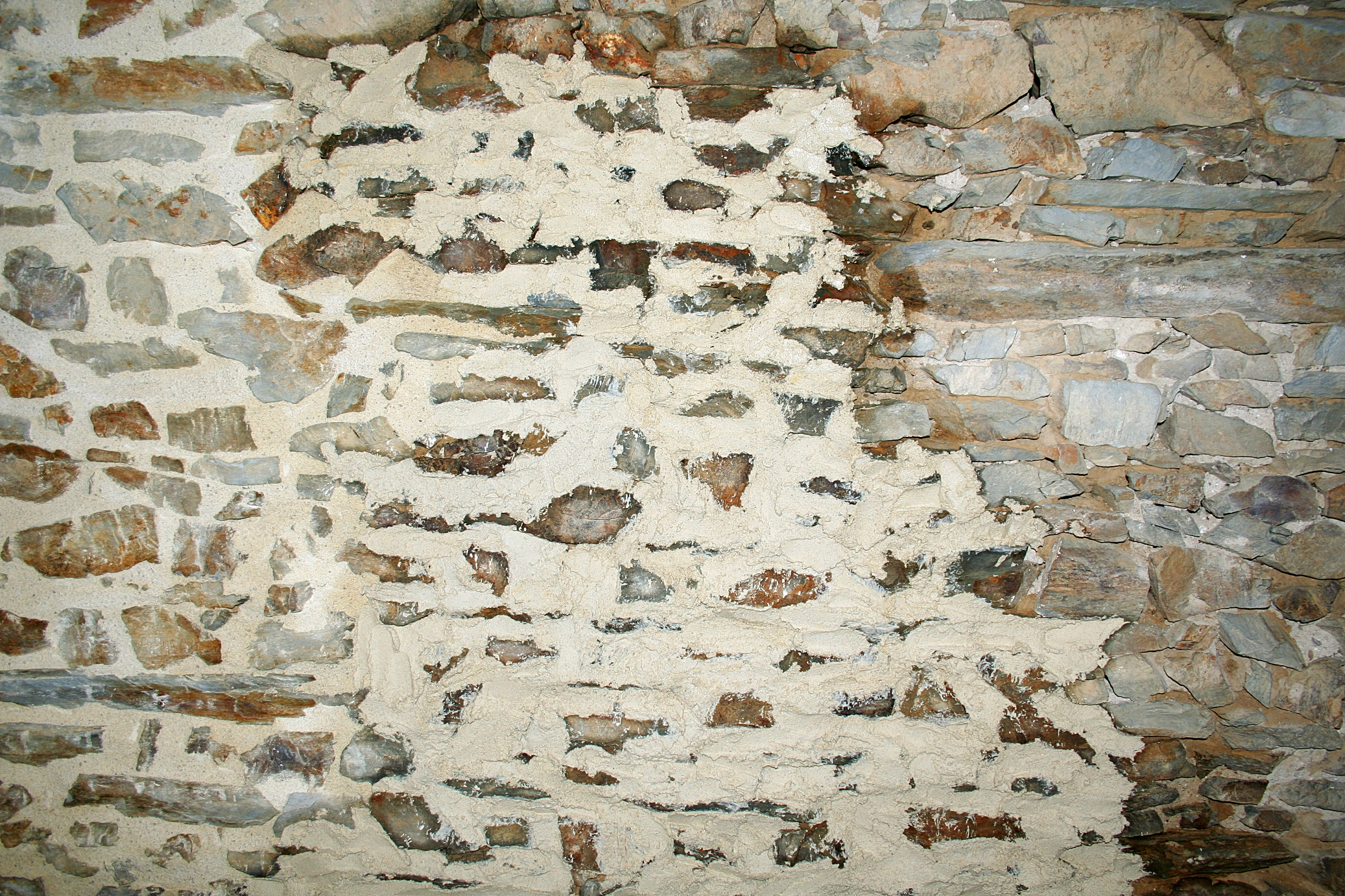
Каменная стена во Франции с применением цементного раствора. Справа — не наносится, раствор для нанесения извести шпателем; слева — наносится, а затем отбивается и наносится щёткой

Известковые растворы — строительные растворы, применяемые в основном при внутренних работах, основным преимуществом этого материала является удобство и скорость его использования при нанесении. Из недостатков можно отметить сравнительно слабую прочность по сравнению с другими материалами. Материал состоит из гашёной извести и речного песка в пропорции 1 к 4, используется с добавлением цемента.

## Описание
После нанесения раствора на конструкцию (штукатурка, кладка камней) он медленно затвердевает. Гидроксид кальция (Ca(OH)2) при этом реагирует с углекислым газом (CO2) воздуха и образует карбонат кальция:
CO2 + Ca(OH)2 → CaCO3 + H2O
Эта реакция происходит только при присутствии воды. Поэтому свежий раствор следует держать влажным. Температура воды должна быть в диапазоне от 5 °C до 20 °C. При более низких температурах возрастает опасность замерзания, при более высоких вода слишком быстро испаряется и концентрация углекислого газа в воде уменьшается с возрастанием температуры.